# (73542) 2003 OJ23
(73542) 2003 OJ23 – planetoida z pasa głównego asteroid okrążająca Słońce w ciągu 3,72 lat w średniej odległości 2,4 j.a. Odkryta 29 lipca 2003 roku.